# William A. Wallace

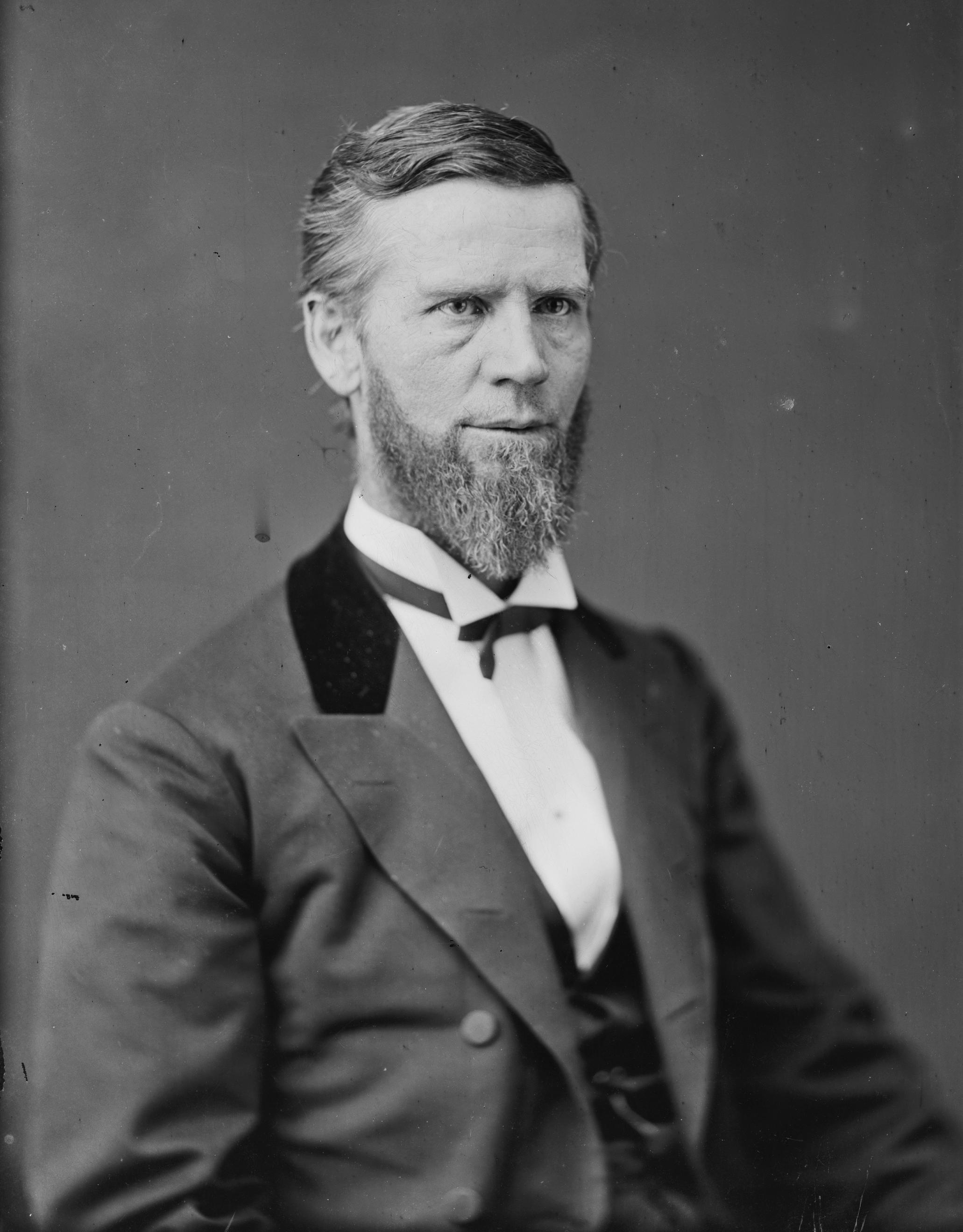
William A. Wallace

William Andrew Wallace (* 28. November 1827 in Huntingdon, Pennsylvania; † 22. Mai 1896 in New York City) war ein US-amerikanischer Politiker (Demokratische Partei), der den Bundesstaat Pennsylvania im US-Senat vertrat.
1836 zog der junge William Wallace mit seinen Eltern nach Clearfield, wo er die örtlichen Schulen besuchte. Später studierte er die Rechtswissenschaften, wurde in die Anwaltskammer aufgenommen und begann als Jurist in Clearfield zu praktizieren. In dieser Stadt war er außerdem als Lehrer tätig.
Seine politische Laufbahn begann mit der Mitgliedschaft im Senat von Pennsylvania, dem er von 1863 bis 1875 angehörte; dabei fungierte er im Jahr 1871 als dessen Speaker. 1874 wirkte er in einer Kommission mit, die Vorschläge zur Erweiterung der Staatsverfassung von Pennsylvania erstellen sollte. Im selben Jahr wurde er in den US-Senat in Washington, D.C. gewählt, wo er sein Mandat ab dem 4. März 1875 wahrnahm. Nachdem er beim Versuch der Wiederwahl dem republikanischen Kandidaten John I. Mitchell unterlegen war, musste er den Senat am 3. März 1881 wieder verlassen. Während dieser Zeit hatte er unter anderem von 1877 bis 1881 als Democratic Conference Chairman fungiert; dieses Amt war Vorläufer des heutigen Floor Leader.
Nach seiner Zeit in Washington nahm Wallace wieder seine juristische Tätigkeit in Clearfield auf. Von 1882 bis 1887 saß er ein weiteres Mal im Staatssenat. Überdies wurde er im Steinkohlebergbau tätig und übernahm die Präsidentschaft bei der Eisenbahngesellschaft Beech Creek Railroad. Er starb während einer Geschäftsreise in New York und wurde in seinem Heimatort Clearfield beigesetzt.